# Liste der Monuments historiques in Béhuard
Die Liste der Monuments historiques in Béhuard führt die Monuments historiques in der französischen Gemeinde Béhuard auf.

## Liste der Bauwerke
| Bezeichnung                | Beschreibung                   | Standort                 | Kennzeichnung | Schutzstatus | Datum | Bild           |
| -------------------------- | ------------------------------ | ------------------------ | ------------- | ------------ | ----- | -------------- |
| Zwei Häuser bei der Kirche | Erbaut 15. und 18. Jahrhundert | (Lage)                   | PA00108974    | Classé       | 1948  |                |
| Kirche Notre-Dame          | Erbaut im 15. Jahrhundert      | Place de l’Église (Lage) | PA00108973    | Classé       | 1962  | weitere Bilder |

## Liste der Objekte

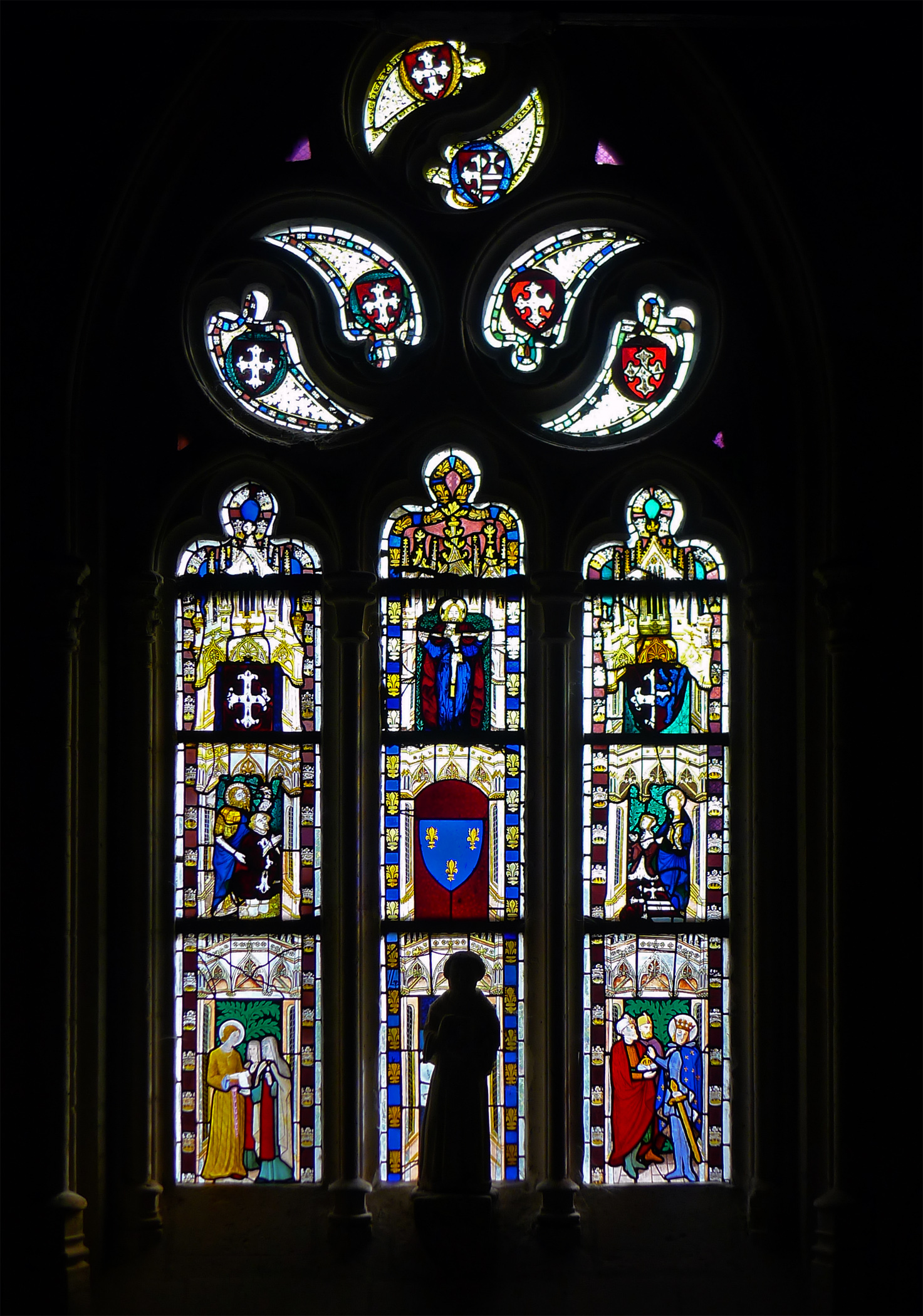
Kreuzigungsfenster in Béhuard

- Monuments historiques (Objekte) in Béhuard in der Base Palissy des französischen Kultusministeriums

Siehe auch: Kreuzigungsfenster (Béhuard)